# Rivalité Minnesota-Wisconsin
La rivalité Minnesota-Wisconsin en est une célèbre rivalité dans le football américain universitaire aux États-Unis entre les Golden Gophers du Minnesota de l'université du Minnesota basée à Minneapolis et les Badgers du Wisconsin de l'université du Wisconsin basée à Madison.
Ces deux équipes se sont affrontées chaque années depuis 1890, à l'exception de l'année 1906 soit un total de 133 matchs. En fin de saison 2023, c'est la rivalité qui a été la plus jouée dans la NCAA Division I FBS et également la rivalité la plus longue jouée en continu dans cette division avec une séquence ininterrompue de 117 matchs.
Le vainqueur du match reçoit le trophée dénommé Paul Bunyan's Axe, une tradition commencée en 1948 après que le premier trophée, le Slab of Bacon, ait disparu après le match de 1943 lorsque les Badgers étaient censés le remettre aux Golden Gophers.
Fin de saison 2024, Wisconsin et Minnesota sont à égalité avec 63 victoires pour 8 nuls Wisconsin a pris la tête de la série pour la première fois après avoir battu le Minnesota 31 à 0 lors du match de 2017 alors que Minnesota a mené la série depuis 1902, parfois avec une avance de 20 victoires.
Ce match de rivalité est parfois appelé  Border Battle (la bataille des frontières).

## Histoire
Le match de rivalité a été joué pour la première fois en 1890 sur le campus de Minnesota à Minneapolis, et a vu la victoire de Minnesota 63 à 0. Theron Lyman (en), quarterback de Wisconsin a permis au Wisconsin de remporter sa première victoire en 1894. Le match est devenu une rivalité de conférence avec la création en 1896 de la Western Conference devenue plus tard la Big Ten Conference. En 1906, le président Theodore Roosevelt a suspendu les matchs de rivalité de football américain universitaire pour des raisons de sécurité, à la suite de blessures et de décès de joueurs sur le terrain. C'est la seule année où les deux équipes ne se sont pas affrontées,. Par la suite, la série est devenue la plus longue rivalité ininterrompue du football américain universitaire de la NCAA Division I FBS. Le match n'a jamais été joué dans aucune ville autre que Minneapolis au Minnesota et Madison au Wisconsin.
De 1933 à 1982, c'était traditionnellement le dernier match de la saison régulière pour les deux programmes. Elle a repris son statut de finale de saison à partir de 2014, à la suite du réalignement des divisions de la Big Ten et du calendrier du dernier week-end de conférence.
Les matchs de 2014 et 2019 ont décidé du champion de la division Ouest de la Big Ten, Wisconsin battant Minnesota 34 à 24 en 2014 et 38 à 17 en 2019, ce qui leur avait permis de se qualifier pour les finales de conférence Big Ten toutes deux jouées contre Ohio State. La dernière fois que la rivalité a déterminé un champion de la Big Ten, c'était en 1962, lorsque Wisconsin classé no 3 du pays a battu Minnesota classé no 5 du pays pour une place au Rose Bowl de 1963.
De 2004 à 2017, Wisconsin a remporté 14 rencontres consécutives contre Minnesota, avant que les Gophers ne battent les Badgers en 2018. Cela a mis fin à la plus longue séquence de défaites pour l'une ou l'autre équipe dans l'histoire de la rivalité.

## Trophée

### Slab of Bacon
Le premier trophée de la rivalité  été le « Slab of Bacon », utilisé de 1930 à 1943. Créé par R. B. Fouch de Minneapolis, il s'agit d'un morceau de bois de noyer noir avec en son centre un ballon de football américain portant une lettre qui devient « M » ou « W » selon la façon dont le trophée est accroché. Le mot « BACON » est gravé aux deux extrémités, ce qui implique que le vainqueur a « ramené le bacon à la maison ».
Le mandat du trophée a pris fin lorsqu'après la victoire à domicile du Minnesota en 1943 a conduit les fans à se précipiter sur le terrain. L'étudiante du Wisconsin Peg Watrous devait apporter le trophée à un représentant de Minnesota après le match. Cependant à la suite de l'agitation qui régnait sur me terrain, il n'a pas pu retrouver Peg Watrous et a il a ainsi perdu la trace du « Bacon »,.
Apparemment, le trophée a été envoyé dans les vestiaires de Minnesota, mais l'entraîneur George Hauser l'a refusé, suggérant que de telles traditions soient reportées jusqu'après la Seconde Guerre mondiale. Le trophée a ensuite été perdu et un nouveau trophée, le « Paul Bunyan's Axe », a été introduit en 1948
Le trophée « Slab of Bacon » est resté perdu pendant plus de 50 ans. En 1992, l'entraîneur de Wisconsin, Barry Alvarez, a plaisanté en disant que « nous avons ramené le Bacon à la maison et l'avons gardé. »[11] En 1994, un stagiaire de Wisconsin, Will Roleson, l'a retrouvé dans un vieux placard de stockage au Camp Randall Stadium. Il avait manifestement été conservé pendant un certain temps et mis à jour pendant une certaine période, car les scores des matchs jusqu'en 1970 étaient peints au dos. Il est maintenant exposé au Camp Randall Stadium.

### Paul Bunyan's Axe
Le trophée Paul Bunyan's Axe (hache de Paul Bunyan) a été créé par le National W Club (une organisation des lettrés de Wisconsin) et a été institué comme trophée de la série en 1948. Les scores de chaque match sont gravés sur le manche de la hache, qui mesure 1,80 m de long. Une nouvelle hache a été créée en 2000 et la hache originale a été donnée au College Football Hall of Fame en 2003.
Jusqu'en 2014, une fois le match terminé, si l'équipe qui détenait le trophée gagnait, elle courait vers sa propre ligne de touche, prenait la hache, la transportait sur le terrain et « abattait » un ou les deux poteaux de but,,,,. Si l'équipe qui ne détenait pas la hache gagnait le match, elle était autorisée à courir vers la ligne de touche de son adversaire et à « voler » la hache. La tradition a été modifiée en 2014, la hache étant désormais conservée hors du terrain jusqu'à la fin du match. Ce changement a été fait en réponse à une quasi escarmouche en 2013 au cours de laquelle les joueurs de Minnesota ont encerclé leur poteau de but ne permettant pas aux joueurs du Wisconsin de le couper comme de coutume.
La tradition a néanmoins été rétablie en 2015, après la victoire de Wisconsin 31 à 21.

## Palmarès
Le classement des équipes dans les tableaux ci-dessous est celui de l'Associated Press avant la saison 2014 et celui du comité du College Football Playoff depuis 2014.
| 63 victoires pour Minnesota    | 63 victoires pour Wisconsin | 8 nuls                      |                             |
| Plus large victoire            | Minnesota, 63–0 (1890)      | Minnesota, 63–0 (1890)      | Minnesota, 63–0 (1890)      |
| Plus longue série sans défaite | Wisconsin, 14 (2004–2017)   | Wisconsin, 14 (2004–2017)   | Wisconsin, 14 (2004–2017)   |
| Série en cours sans défaite    | Minnesota, 1 (2024-présent) | Minnesota, 1 (2024-présent) | Minnesota, 1 (2024-présent) |
| Nombre de trophées remportés   | Wisconsin 46 Minnesota 28   | Wisconsin 46 Minnesota 28   | Wisconsin 46 Minnesota 28   |

| N° | Date              | Lieu        | Vainqueur     | Score |
| -- | ----------------- | ----------- | ------------- | ----- |
| 01 | 15 novembre 1890  | Minneapolis | Minnesota     | 63–0  |
| 02 | 24 octobre 1891   | Minneapolis | Minnesota     | 26–12 |
| 03 | 29 octobre 1892   | Madison     | Minnesota     | 32–04 |
| 04 | 16 novembre 1893  | Minneapolis | Minnesota     | 40–0  |
| 05 | 17 novembre 1894  | Madison     | Wisconsin     | 06–0  |
| 06 | 16 novembre 1895  | Minneapolis | Minnesota     | 14–10 |
| 07 | 21 novembre 1896  | Madison     | Wisconsin     | 06–0  |
| 08 | 30 octobre 1897   | Minneapolis | Wisconsin     | 39–0  |
| 09 | 29 octobre 1898   | Madison     | Wisconsin     | 29–0  |
| 10 | 18 novembre 1899  | Minneapolis | Wisconsin     | 19–0  |
| 11 | 3 novembre 1900   | Minneapolis | Minnesota     | 06–05 |
| 12 | 16 novembre 1901  | Madison     | Wisconsin     | 18–0  |
| 13 | 15 novembre 1902  | Minneapolis | Minnesota     | 11–0  |
| 14 | 26 novembre 1903  | Madison     | Minnesota     | 17–0  |
| 15 | 12 novembre 1904  | Minneapolis | Minnesota     | 28–0  |
| 16 | 4 novembre 1905   | Minneapolis | Wisconsin     | 16–12 |
| 17 | 23 novembre 1907  | Madison     | Nul           | 17–17 |
| 18 | 7 novembre 1908   | Minneapolis | Wisconsin     | 05–0  |
| 19 | 13 novembre 1909  | Madison     | Minnesota     | 34–06 |
| 20 | 12 novembre 1910  | Minneapolis | Minnesota     | 28–0  |
| 21 | 18 novembre 1911  | Madison     | Nul           | 06–06 |
| 22 | 16 novembre 1912  | Minneapolis | Wisconsin     | 14–0  |
| 23 | 1er novembre 1913 | Madison     | Minnesota     | 21–03 |
| 24 | 14 novembre 1914  | Minneapolis | Minnesota     | 14–03 |
| 25 | 20 novembre 1915  | Madison     | Minnesota     | 20–03 |
| 26 | 18 novembre 1916  | Minneapolis | Minnesota     | 54–0  |
| 27 | 3 novembre 1917   | Madison     | Wisconsin     | 10–07 |
| 28 | 16 novembre 1918  | Minneapolis | Minnesota     | 06–0  |
| 29 | 1er novembre 1919 | Madison     | Minnesota     | 19–07 |
| 30 | 6 novembre 1920   | Minneapolis | Wisconsin     | 03–0  |
| 31 | 29 octobre 1921   | Madison     | Wisconsin     | 35–0  |
| 32 | 4 novembre 1922   | Minneapolis | Wisconsin     | 14–0  |
| 33 | 27 octobre 1923   | Madison     | Nul           | 00–0  |
| 34 | 18 octobre 1924   | Madison     | Nul           | 07–07 |
| 35 | 31 octobre 1925   | Minneapolis | Nul           | 12–12 |
| 36 | 30 octobre 1926   | Madison     | Minnesota     | 16–10 |
| 37 | 29 octobre 1927   | Minneapolis | Minnesota     | 13–07 |
| 38 | 24 novembre 1928  | Madison     | Minnesota     | 06–0  |
| 39 | 23 novembre 1929  | Minneapolis | Minnesota     | 13–12 |
| 40 | 22 novembre 1930  | Madison     | Wisconsin     | 14–0  |
| 41 | 31 octobre 1931   | Minneapolis | Minnesota     | 14–0  |
| 42 | 12 novembre 1932  | Madison     | Wisconsin     | 20–13 |
| 43 | 25 novembre 1933  | Minneapolis | Minnesota     | 06–03 |
| 44 | 24 novembre 1934  | Madison     | Minnesota     | 34–0  |
| 45 | 23 novembre 1935  | Minneapolis | Minnesota     | 33–07 |
| 46 | 21 novembre 1936  | Madison     | #2 Minnesota  | 24–0  |
| 47 | 20 novembre 1937  | Minneapolis | #7 Minnesota  | 13–06 |
| 48 | 19 novembre 1938  | Madison     | Minnesota     | 21–0  |
| 49 | 25 novembre 1939  | Minneapolis | Minnesota     | 23–06 |
| 50 | 23 novembre 1940  | Madison     | #1 Minnesota  | 22–13 |
| 51 | 22 novembre 1941  | Minneapolis | #1 Minnesota  | 41–06 |
| 52 | 21 novembre 1942  | Madison     | #7 Wisconsin  | 20–06 |
| 53 | 20 novembre 1943  | Minneapolis | Minnesota     | 25–13 |
| 54 | 25 novembre 1944  | Madison     | Minnesota     | 28–26 |
| 55 | 24 novembre 1945  | Minneapolis | Wisconsin     | 26–12 |
| 56 | 23 novembre 1946  | Madison     | Minnesota     | 06–0  |
| 57 | 22 novembre 1947  | Minneapolis | Minnesota     | 21–0  |
| 58 | 20 novembre 1948  | Madison     | #15 Minnesota | 16–0  |
| 59 | 19 novembre 1949  | Minneapolis | #8 Minnesota  | 14–06 |
| 60 | 25 novembre 1950  | Madison     | Wisconsin     | 14–0  |
| 61 | 24 novembre 1951  | Minneapolis | #8 Wisconsin  | 30–06 |
| 62 | 22 novembre 1952  | Madison     | Nul           | 21–21 |
| 63 | 21 novembre 1953  | Minneapolis | Nul           | 21–21 |
| 64 | 20 novembre 1954  | Madison     | #17 Wisconsin | 27–0  |
| 65 | 19 novembre 1955  | Minneapolis | Minnesota     | 21–06 |
| 66 | 24 novembre 1956  | Madison     | Nul           | 13–13 |
| 67 | 23 novembre 1957  | Minneapolis | #18 Wisconsin | 14–06 |
| 68 | 22 novembre 1958  | Madison     | Wisconsin     | 27–12 |

| N°  | Date             | Lieu        | Vainqueur     | Score   |
| --- | ---------------- | ----------- | ------------- | ------- |
| 69  | 21 novembre 1959 | Minneapolis | #9 Wisconsin  | 11–07   |
| 70  | 19 novembre 1960 | Madison     | #4 Minnesota  | 26–07   |
| 71  | 25 novembre 1961 | Minneapolis | Wisconsin     | 23–21   |
| 72  | 24 novembre 1962 | Madison     | #3 Wisconsin  | 14–09   |
| 73  | 28 novembre 1963 | Minneapolis | Minnesota     | 14–0    |
| 74  | 21 novembre 1964 | Madison     | Wisconsin     | 14–07   |
| 75  | 20 novembre 1965 | Minneapolis | Minnesota     | 42–07   |
| 76  | 19 novembre 1966 | Madison     | Wisconsin     | 07–06   |
| 77  | 25 novembre 1967 | Minneapolis | Minnesota     | 21–14   |
| 78  | 23 novembre 1968 | Madison     | Minnesota     | 23–15   |
| 79  | 22 novembre 1969 | Minneapolis | Minnesota     | 35–10   |
| 80  | 21 novembre 1970 | Madison     | Wisconsin     | 39–14   |
| 81  | 20 novembre 1971 | Minneapolis | Minnesota     | 23–21   |
| 82  | 25 novembre 1972 | Madison     | Minnesota     | 14–06   |
| 83  | 24 novembre 1973 | Minneapolis | Minnesota     | 19–17   |
| 84  | 23 novembre 1974 | Madison     | Wisconsin     | 49–14   |
| 85  | 22 novembre 1975 | Minneapolis | Minnesota     | 24–03   |
| 86  | 20 novembre 1976 | Madison     | Wisconsin     | 26–17   |
| 87  | 19 novembre 1977 | Minneapolis | Minnesota     | 13–07   |
| 88  | 25 novembre 1978 | Madison     | Wisconsin     | 48–10   |
| 89  | 17 novembre 1979 | Minneapolis | Wisconsin     | 42–37   |
| 90  | 22 novembre 1980 | Madison     | Wisconsin     | 25–07   |
| 91  | 21 novembre 1981 | Minneapolis | Wisconsin     | 26–21   |
| 92  | 20 novembre 1982 | Madison     | Wisconsin     | 24–0    |
| 93  | 15 octobre 1983  | Minneapolis | Wisconsin     | 56–17   |
| 94  | 13 octobre 1984  | Madison     | Minnesota     | 17–14   |
| 95  | 9 novembre 1985  | Minneapolis | Minnesota     | 27–18   |
| 96  | 8 novembre 1986  | Madison     | Minnesota     | 27–20   |
| 97  | 14 novembre 1987 | Minneapolis | Minnesota     | 22–19   |
| 98  | 12 novembre 1988 | Madison     | Wisconsin     | 14–07   |
| 99  | 4 novembre 1989  | Minneapolis | Minnesota     | 24–22   |
| 100 | 3 novembre 1990  | Madison     | Minnesota     | 21–03   |
| 101 | 16 novembre 1991 | Minneapolis | Wisconsin     | 19–16   |
| 102 | 14 novembre 1992 | Madison     | Wisconsin     | 34–06   |
| 103 | 23 octobre 1993  | Minneapolis | Minnesota     | 28–21   |
| 104 | 22 octobre 1994  | Madison     | Minnesota     | 17–14   |
| 105 | 11 novembre 1995 | Minneapolis | Wisconsin     | 34–27   |
| 106 | 9 novembre 1996  | Madison     | Wisconsin     | 45–28   |
| 107 | 25 octobre 1997  | Minneapolis | Wisconsin     | 22–21   |
| 108 | 7 novembre 1998  | Madison     | #8 Wisconsin  | 26–07   |
| 109 | 9 octobre 1999   | Minneapolis | #20 Wisconsin | 20–17   |
| 110 | 4 novembre 2000  | Madison     | Wisconsin     | 41–20   |
| 111 | 24 novembre 2001 | Minneapolis | Minnesota     | 42–31   |
| 112 | 23 novembre 2002 | Madison     | Wisconsin     | 49–31   |
| 113 | 8 novembre 2003  | Minneapolis | #24 Minnesota | 37–34   |
| 114 | 6 novembre 2004  | Madison     | #5 Wisconsin  | 38–14   |
| 115 | 15 octobre 2005  | Minneapolis | #23 Wisconsin | 38–34   |
| 116 | 14 octobre 2006  | Madison     | #25 Wisconsin | 48–12   |
| 117 | 17 novembre 2007 | Minneapolis | Wisconsin     | 41–34   |
| 118 | 15 novembre 2008 | Madison     | Wisconsin     | 35–32   |
| 119 | 3 octobre 2009   | Minneapolis | Wisconsin     | 31–28   |
| 120 | 9 octobre 2010   | Madison     | #19 Wisconsin | 41–23   |
| 121 | 23 novembre 2011 | Minneapolis | #16 Wisconsin | 42–13   |
| 122 | 20 octobre 2012  | Madison     | Wisconsin     | 38–13   |
| 123 | 23 novembre 2013 | Minneapolis | #17 Wisconsin | 20–07   |
| 124 | 29 novembre 2014 | Madison     | #14 Wisconsin | 34–24   |
| 125 | 28 novembre 2015 | Minneapolis | Wisconsin     | 31–21   |
| 126 | 26 novembre 2016 | Madison     | #5 Wisconsin  | 31–17   |
| 127 | 25 novembre 2017 | Minneapolis | #5 Wisconsin  | 31–0    |
| 128 | 24 novembre 2018 | Madison     | Minnesota     | 37–15   |
| 129 | 30 novembre 2019 | Minneapolis | #12 Wisconsin | 38–17   |
| 130 | 19 décembre 2020 | Madison     | Wisconsin     | 20–17OT |
| 131 | 27 novembre 2021 | Minneapolis | Minnesota     | 23–13   |
| 132 | 26 novembre 2022 | Madison     | Minnesota     | 23–16   |
| 133 | 25 novembre 2023 | Minneapolis | Wisconsin     | 28–14   |
| 134 | 29 novembre 2024 | Madison     | Minnesota     | 24-07   |

## Galerie

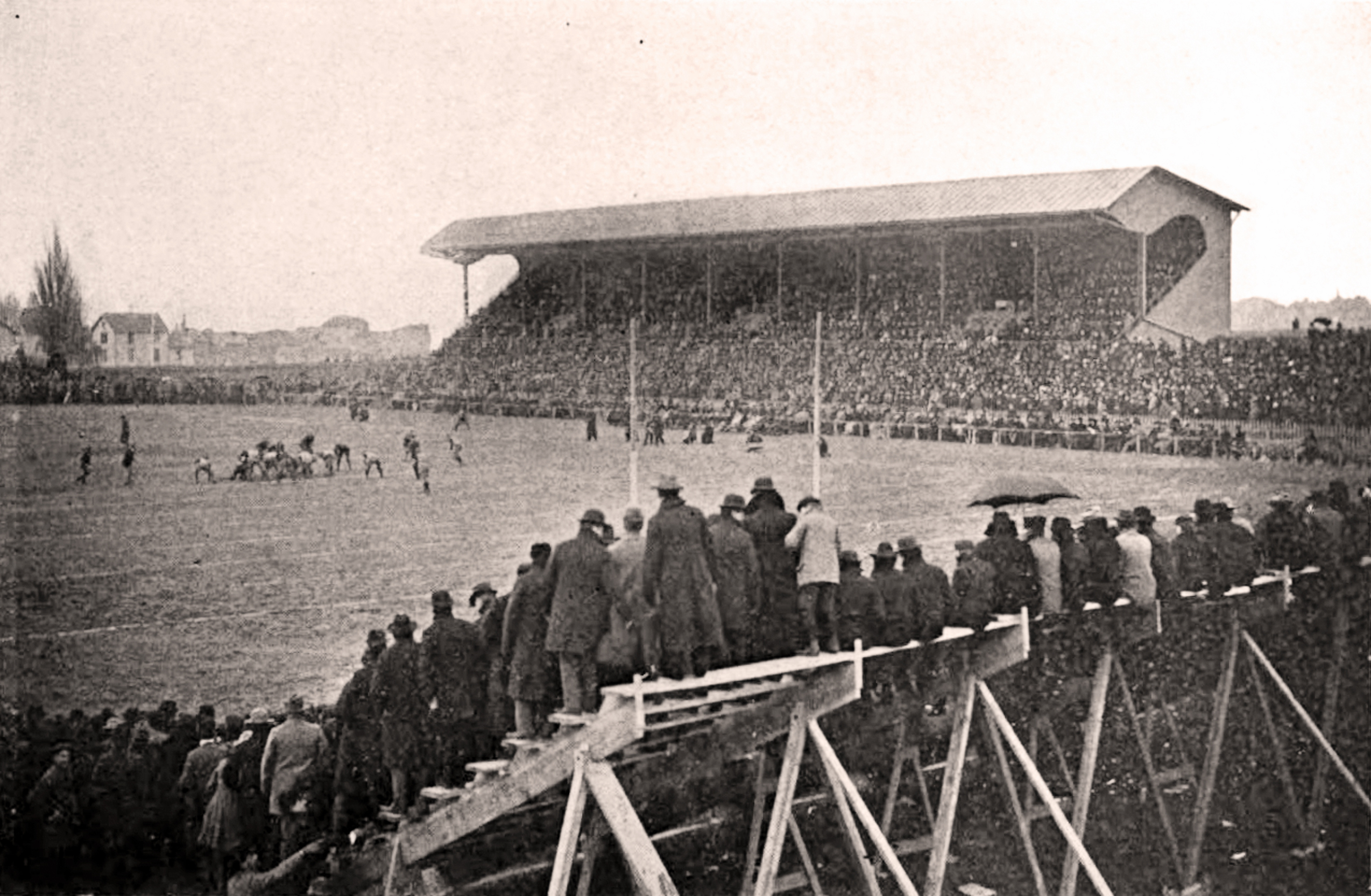
Match au Randall Field, 1903 ou avant.
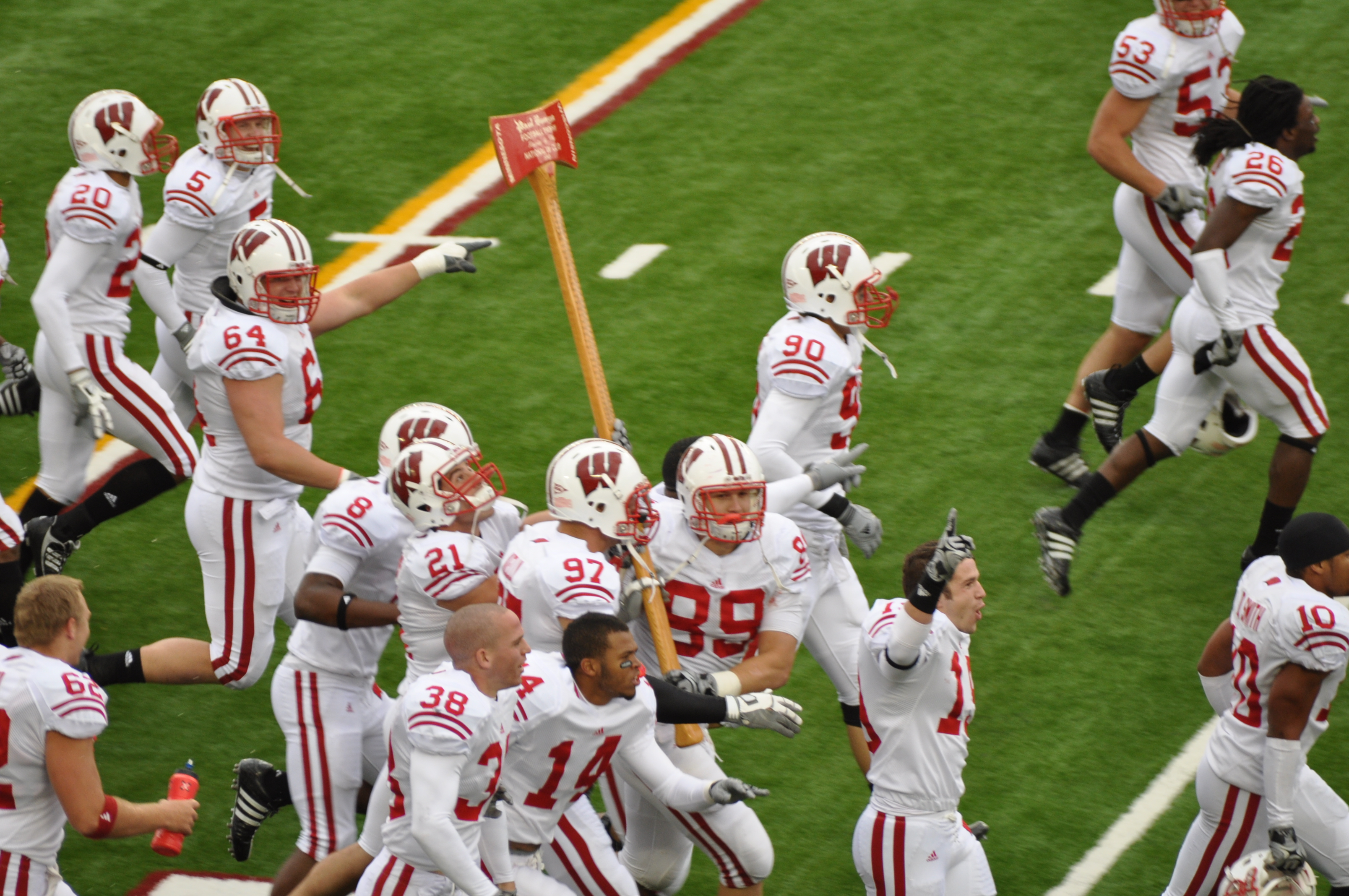
Les Badgers célébrant leur victoire en 2009 parcourant le TCF Bank Stadium avec le trophée Paul Bunyan's Axe.

## Articles annexes
- Liste des matchs de rivalité en football américain universitaire de la NCAA